# Kanton Troyes-2
Troyes-2 is een kanton van het Franse departement Aube. Het kanton maakt deel uit van het arrondissement Troyes. Het telt 20.666 inwoners in 2018.

## Gemeenten
Het kanton Troyes-2 omvatte tot 2014 de volgende 9 gemeenten:
- Creney-près-Troyes
- Lavau
- Mergey
- Pont-Sainte-Marie
- Saint-Benoît-sur-Seine
- Sainte-Maure
- Troyes (deels, hoofdplaats)
- Vailly
- Villacerf

Na de herindeling van de kantons bij decreet van 21 februari 2014  met uitwerking op 22 maart 2015 omvat het kanton volgende gemeenten :
- Les Noës-près-Troyes
- Troyes (hoofdplaats) (westelijk deel)
- Sainte-Savine